# コーリー・テン・ブーム

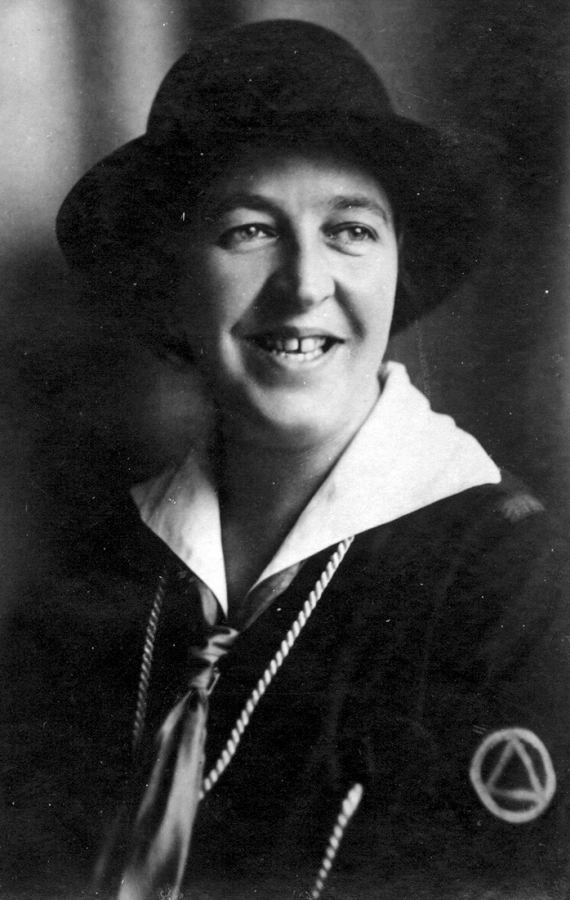
コーリー・テン・ブーム（1921年頃）

コーリー・テン・ブーム（Cornelia Johanna Arnolda ten Boom、Corrie ten Boom、1892年4月15日 - 1983年4月15日）は、第二次世界大戦中に多くのユダヤ人をナチスから助けたオランダ人クリスチャン、ホロコースト生残者。自伝『わたしの隠れ場』の著者として知られる。
オランダ、アムステルダムに生まれる。テン・ブームは時計職人でもあった。
1944年2月28日、同国人の通報者によってテン・ブームの一家は逮捕され、スヘフェニンゲンの刑務所に送られる。彼女はそこからヴフト強制収容所に移送され、最終的にドイツ北部のラーフェンスブリュック強制収容所で終戦を迎えた。
1967年12月、イスラエルから「諸国民の中の正義の人」を授与。
1971年11月、自伝『わたしの隠れ場』 The Hiding Place をジョン&エリザベス・シェリルとの共著で出版。この自伝は1975年、ジュリー・ハリス（ベッツィー・テン・ブルーム役）主演で映画化された。邦題は『隠れ家』。

## 著書
- 『わたしの隠れ場』いのちのことば社 ISBN 4264001900
- 『主のための放浪者-わたしの隠れ場 続編-』いのちのことば社
- 『何という愛』いのちのことば社 ISBN 4264021995
- 『打ち破られた敵』生ける水の川